# Muchachas de Uniforme
Muchachas de Uniforme è un film del 1951 diretto da Alfredo B. Crevenna.
Si tratta della seconda trasposizione cinematografica dell'opera teatrale Gestern und Heute di Christa Winsloe, dopo Ragazze in uniforme diretto da Leontine Sagan nel 1931.
Fu presentato in concorso alla 1ª edizione del Festival di Berlino e alla 6ª edizione del Premio Ariel, dove Anabelle Gutiérrez ricevette una nomination come miglior attrice emergente.

## Trama
L'adolescente Manuela, dopo la morte della madre, entra in un collegio femminile gestito da suore. Introversa e restia ad adattarsi alla rigida disciplina imposta dal direttore della scuola, troverà la protezione della giovane insegnante Lucila.

## Distribuzione
Dopo l'anteprima al Festival di Berlino, il film venne distribuito in Messico dal 31 maggio 1951.